# Vチップ
Vチップ（V-chip）は、レイティング対象にある番組の受信を制限するためにテレビ受信機に取り付ける半導体である。1993年に開発された。アメリカ合衆国では、1999年から13インチ以上のテレビに内蔵され、2000年1月からはVチップの内蔵が義務付けられ、この半導体の類似品も出回るようになった。
Vチップは、暴力・性・言語などといった多くの番組要素に合わせた特別なコードを送受信するテレビの垂直帰線区間に用いるところがクローズドキャプションに似ており、XDSのプロトコルを用いた放送信号の垂直帰線区間にあるレイティングline 21に合わせて番組の信号がエンコードされ、テレビ受信機の中のVチップはこれを検出する。もし番組が特定のテレビ受信機の定めた需要レベルに合わなければ、番組を視聴することはできない。
いじって設定が変更されるということのないように4ケタの暗証番号を設定することができるが、親が忘れたときのことを想定して、初期設定の「0000」に戻す方法がテレビの説明書にある。
VチップのVは、マサチューセッツ州のエド・マーキー下院議員がViolence（暴力）の略だとしてきたが、開発者の一人であるティム・コリングス（サイモンフレーザー大学教授）はインタビューの中で"viewer control"（視聴者コントロール）の略だと言っている。
この導入にめぐって放送業界からは「表現の自由を侵す」という批判の声も多い。
日本では1990年代後半に少年犯罪報道が過熱した際に一部で導入が主張された。
なお、デジタル放送では、ソフトウェアレベルで制御が可能であるため、Vチップは使用されていない。